# The Beast (Vader)
The Beast è il sesto album dei Vader, pubblicato nel 2004. Si tratta del primo album senza il batterista Doc.

## Tracce
1. Intro – 0:59
2. Out Of The Deep – 4:50
3. Dark Transmission – 4:09
4. Firebringer – 3:32
5. The Sea Came In At Last – 4:05
6. I Shall Prevail – 3:49
7. The Zone – 4:30
8. Insomnia – 3:26
9. Apopheniac – 4:12
10. Choices – 4:07

## Formazione
- Piotr "Peter" Wiwczarek - chitarra, voce
- Maurycy "Mauser" Stefanowicz - chitarra
- Marcin "Novy" Nowak - basso
- Dariusz "Daray" Brzozowski - batteria